# Loi relative à l'assurance maladie
Lire en ligne

Sur Légifrance

Ordonnances Juppé (1996) Loi portant réforme de l'hôpital et relative aux patients, à la santé et aux territoires (2009)
La loi du 13 août 2004 relative à l’assurance maladie est un texte législatif français initié par le ministre chargé des Affaires sociales Philippe Douste-Blazy.

## Contenu
Titre 1er dispositions relatives à l’offre de soin et de la maîtrise médicalisée des dépenses de santé
- création du dossier médical personnel[1],
- création de la haute Autorité de santé[2],
- création du médecin traitant[3],
- dispositions permettant le lancement de la carte Vitale 2[4] ;

Titre II dispositions relatives à l’organisation de l’assurance maladie
- création du comité d'alerte sur les dépenses d'assurance-maladie[5],
- création de la participation forfaitaire[6],
- création des unions nationales des caisses d'assurance maladie, des organismes d'assurance maladie complémentaire et des professions de santé[7],
- création de l’Aide au paiement d'une complémentaire santé[8],
- création d’une mission régionale de santé constituée entre l’agence régionale de l'hospitalisation et l’union régionale des caisses d’assurance maladie (préfiguration de l’agence régionale de santé)[9] :

Titre III dispositions relatives au financement de l’assurance maladie
- augmentation de la contribution sociale généralisée[10],
- création de la contribution additionnelle à la contribution sociale de solidarité des sociétés[11],
- transfert d’une partie de la dette sociale à la Caisse d'amortissement de la dette sociale[12].